# Olympische Sommerspiele 1976/Leichtathletik – Weitsprung (Männer)

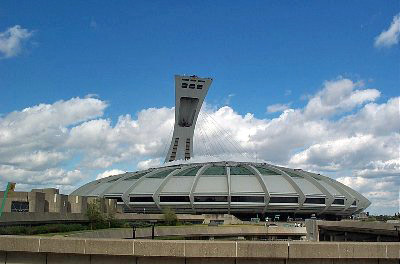
Das Olympiastadion in Montreal

Der Weitsprung der Männer bei den Olympischen Spielen 1976 in Montreal wurde am 28. und 29. Juli 1976 im Olympiastadion Montreal ausgetragen. 33 Athleten nahmen teil.
Olympiasieger wurde der US-Amerikaner Arnie Robinson. Er gewann vor seinem Landsmann Randy Williams und Frank Wartenberg aus der DDR.
Für die Bundesrepublik Deutschland gingen Hans Baumgartner und Hans-Jürgen Berger an den Start. Berger scheiterte in der Qualifikation. Baumgartner qualifizierte sich für das Finale und belegte dort Rang acht.

Auch der Schweizer Rolf Bernhard konnte sich für das Finale qualifizieren. Er wurde Neunter.

Springer aus Österreich und Liechtenstein nahmen nicht teil.

## Bestehende Rekorde
| Weltrekord         | 8,90 m | Bob Beamon ( USA) | Finale OS Mexiko-Stadt, Mexiko | 18. Oktober 1968 |
| Olympischer Rekord | 8,90 m | Bob Beamon ( USA) | Finale OS Mexiko-Stadt, Mexiko | 18. Oktober 1968 |

## Durchführung des Wettbewerbs
Die Springer traten am 28. Juli in zwei Gruppen zu einer Qualifikationsrunde an. Neun von ihnen – hellblau unterlegt – übertrafen die direkte Finalqualifikationsweite von 7,80 m. Damit war die Mindestanzahl von zwölf Finalteilnehmern nicht erreicht. So wurde Finalfeld drei weiteren Sportlern – hellgrün unterlegt – nach den nächstbesten Weiten auf zwölf Athleten aufgefüllt. Diese zwölf Wettbewerber bestritten das Finale am 29. Juli.

## Zeitplan
28. Juli, 10:00 Uhr: Qualifikation

29. Juli, 15:00 Uhr: Finale
Anmerkung:
Alle Zeiten sind in Ortszeit Montreal (UTC−5) angegeben.

## Legende
Kurze Übersicht zur Bedeutung der Symbolik – so üblicherweise auch in sonstigen Veröffentlichungen verwendet:
| – | verzichtet |
| x | ungültig   |

## Qualifikation
Datum: 28. Juli 1976, ab 10:00 Uhr

### Gruppe A
| Platz | Name                    | Nation              | 1. Versuch (m) Wind (m/s) | 2. Versuch (m) Wind (m/s) | 3. Versuch (m) Wind (m/s) | Resultat (m) |
| 1     | Randy Williams          | USA                 | 7,68 / ±0,0               | 7,97 / ±0,0               | –                         | 7,97 m       |
| 2     | Arnie Robinson          | USA                 | x                         | 7,95 / −0,1               | –                         | 7,95 m       |
| 3     | Larry Myricks           | USA                 | 7,55 / ±0,0               | 7,67 / ±0,0               | 7,92 / −0,8               | 7,92 m       |
| 4     | Walerij Pidluschnyj     | Sowjetunion         | 7,71 / +0,1               | 7,90 / ±0,0               | –                         | 7,90 m       |
| 5     | Frank Wartenberg        | DDR                 | 7,89 / −0,5               | –                         | –                         | 7,89 m       |
| 6     | João Carlos de Oliveira | Brasilien           | 7,87 / ±0,0               | –                         | –                         | 7,87 m       |
| 7     | Nenad Stekić            | Jugoslawien         | 7,68 / ±0,0               | 7,56 / −0,4               | 7,82 / ±0,0               | 7,82 m       |
| 8     | Jacques Rousseau        | Frankreich          | 7,82 /±0,0                | –                         | –                         | 7,82 m       |
| 9     | Hans Baumgartner        | BR Deutschland      | 7,81 / −0,2               | –                         | –                         | 7,81 m       |
| 10    | Alexei Perewersew       | Sowjetunion         | 7,78 / ±0,0               | x                         | 7,75 / ±0,0               | 7,78 m       |
| 11    | Grzegorz Cybulski       | Polen               | 7,60 / ±0,0               | 7,71 / −0,8               | 7,66 / ±0,0               | 7,71 m       |
| 12    | Hans-Jürgen Berger      | BR Deutschland      | 7,53 / ±0,0               | 7,46 / ±0,0               | 7,70 / +0,3               | 7,70 m       |
| 13    | Milán Matos             | Kuba                | 7,23 / +0,1               | 7,56 / +1,0               | 7,57 / +0,3               | 7,57 m       |
| 14    | Tõnu Lepik              | Sowjetunion         | 7,41 / −0,6               | 7,49 / ±0,0               | x                         | 7,49 m       |
| 15    | George Swanston         | Trinidad und Tobago | 7,31 / +0,3               | 7,40 / ±0,0               | 7,29 / −0,3               | 7,40 m       |
| 16    | Philippe Deroche        | Frankreich          | 7,31 / +0,6               | 7,38 / +0,1               | 7,31 / +0,5               | 7,38 m       |
| 17    | Rafael Blanquer         | Spanien             | x                         | x                         | 6,19 / ±0,0               | 6,19 m       |

### Gruppe B

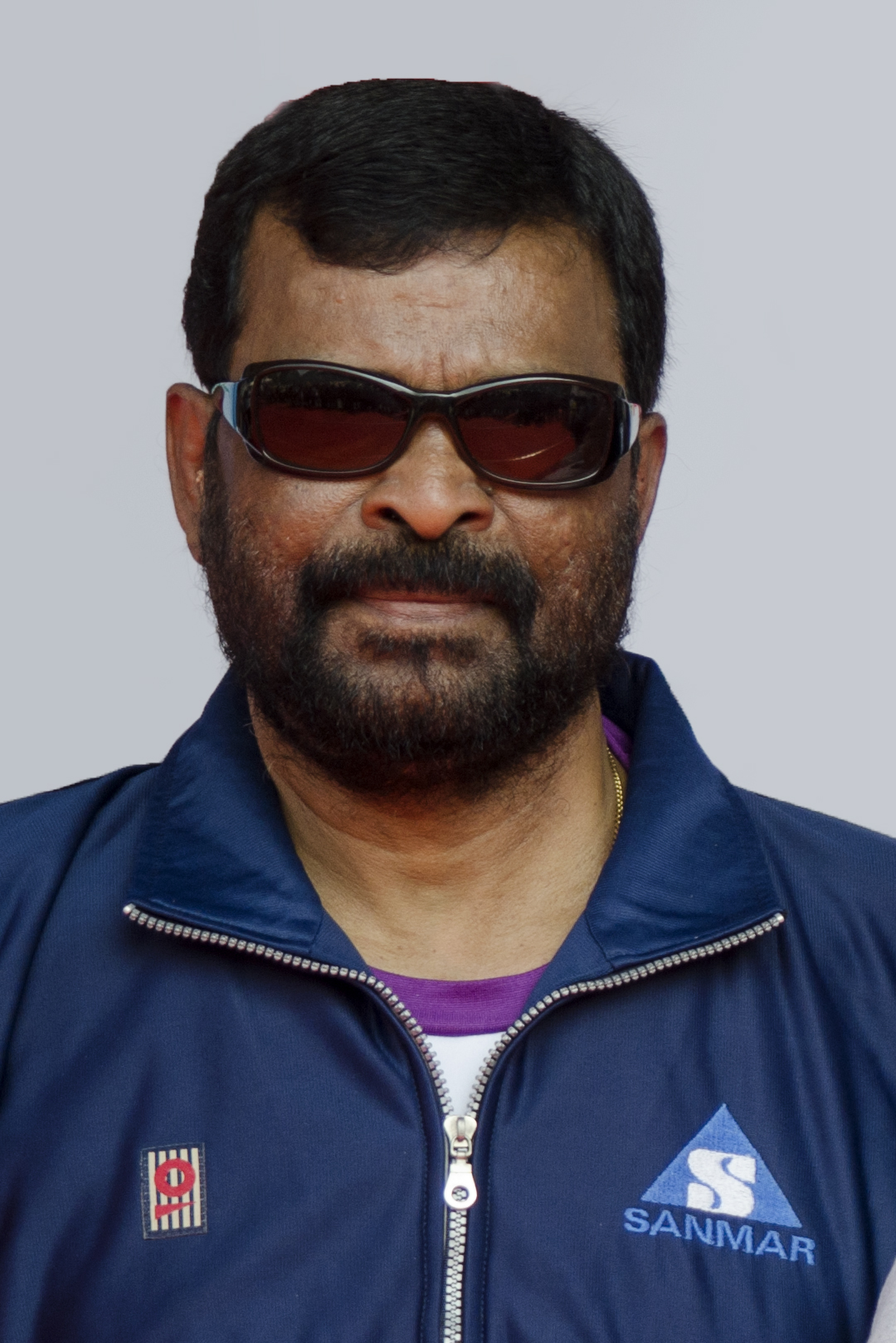
T. C. Yohannan – ausgeschieden mit 7,67 m

| Platz | Name                     | Nation              | 1. Versuch (m) Wind (m/s) | 2. Versuch (m) Wind (m/s) | 3. Versuch (m) Wind (m/s) | Resultat (m) |
| 1     | Rolf Bernhard            | Schweiz             | 7,58 / ±0,0               | 7,79 / ±0,0               | 7,75 / ±0,0               | 7,79 m       |
| 2     | Fletcher Lewis           | Bahamas             | 5,99 / ±0,0               | 7,66 / −0,2               | 7,73 / ±0,0               | 7,73 m       |
| 3     | Roy Mitchell             | Großbritannien      | 7,46 / ±0,0               | 7,64 / ±0,0               | 7,69 / ±0,0               | 7,69 m       |
| 4     | T. C. Yohannan           | Indien              | 7,62 / ±0,0               | x                         | 7,67 / ±0,0               | 7,67 m       |
| 5     | Ronald Desruelles        | Belgien             | 7,60 / −0,1               | 7,11 / ±0,0               | x                         | 7,60 m       |
| 6     | Richard Rock             | Kanada              | 7,44 / ±0,0               | 7,24 / −0,2               | 7,57 / −0,5               | 7,57 m       |
| 7     | Jim Buchanan             | Kanada              | 5,61 / ±0,0               | 7,49 / ±0,0               | x                         | 7,49 m       |
| 8     | Jim McAndrew             | Kanada              | 7,45 / ±0,0               | 7,45 / ±0,0               | 7,48 / ±0,0               | 7,48 m       |
| 9     | Roberto Veglia           | Italien             | 7,12 / ±0,0               | 7,48 / ±0,0               | 7,41 / ±0,0               | 7,48 m       |
| 10    | Chris Commons            | Australien          | 7,46 / ±0,0               | x                         | x                         | 7,46 m       |
| 11    | Panagiotis Chatzistathis | Griechenland        | 6,83 / ±0,0               | 7,10 / ±0,0               | 7,33 / ±0,0               | 7,33 m       |
| 12    | Brou Kouakou             | Elfenbeinküste      | 7,12 / +0,7               | 7,20 / ±0,0               | 5,61 / ±0,0               | 7,20 m       |
| 13    | Calvin Greenaway         | Antigua und Barbuda | 6,96 / ±0,0               | 6,76 / ±0,0               | 6,92 / ±0,0               | 6,96 m       |
| 14    | Papa Ibrahima Ba         | Senegal             | 6,96 / ±0,0               | 5,21 / ±0,0               | x                         | 6,96 m       |
| 15    | Tony Moore               | Fidschi             | x                         | 6,81 / ±0,0               | x                         | 6,81 m       |
| NM    | Ghassan Faddoul          | Libanon             | x                         | x                         | x                         | ogV          |

## Finale
Datum: 29. Juli 1976, 15:00 Uhr
| Platz | Name                    | Nation         | 1. Versuch (m) Wind (m/s) | 2. Versuch (m) Wind (m/s) | 3. Versuch (m) Wind (m/s) | 4. Versuch (m) Wind (m/s)                | 5. Versuch (m) Wind (m/s)                | 6. Versuch (m) Wind (m/s)                | Resultat (m) | Anmerkung |
| 1     | Arnie Robinson          | USA            | 8,35 / −0,6               | 8,26 / ±0,0               | x                         | 8,04 / ±0,0                              | 8,16 / ±0,0                              | 7,91 / −0,8                              | 8,35 m       |           |
| 2     | Randy Williams          | USA            | 8,11 / ±0,0               | 7,91 / −0,4               | x                         | x                                        | x                                        | 7,81 / ±0,0                              | 8,11 m       |           |
| 3     | Frank Wartenberg        | DDR            | 7,81 / ±0,0               | –                         | x                         | 8,02 / ±0,0                              | 7,84 / ±0,0                              | x                                        | 8,02 m       |           |
| 4     | Jacques Rousseau        | Frankreich     | 8,00 / ±0,0               | 7,82 / ±0,0               | 7,67 / ±0,0               | 7,91 / −0,2                              | x                                        | 7,62 / ±0,0                              | 8,00 m       |           |
| 5     | João Carlos de Oliveira | Brasilien      | 8,00 / ±0,0               | x                         | 7,76 / ±0,0               | –                                        | –                                        | 7,85 / ±0,0                              | 8,00 m       |           |
| 6     | Nenad Stekić            | Jugoslawien    | 7,75 / ±0,0               | 7,81 / ±0,0               | 7,89 / ±0,0               | 7,80 / ±0,0                              | x                                        | 7,77 / ±0,0                              | 7,89 m       |           |
| 7     | Walerij Pidluschnyj     | Sowjetunion    | 7,70 / ±0,0               | 7,88 / ±0,0               | 7,77 / −1,2               | 7,84 / ±0,0                              | x                                        | 7,66 / ±0,0                              | 7,88 m       |           |
| 8     | Hans Baumgartner        | BR Deutschland | x                         | x                         | 7,84 / −0,2               | x                                        | x                                        | x                                        | 7,84 m       |           |
|       |                         |                |                           |                           |                           |                                          |                                          |                                          |              |           |
| 9     | Rolf Bernhard           | Schweiz        | 7,70 / ±0,0               | 7,71 / ±0,0               | 7,74 / ±0,0               | nicht im Finale der besten acht Springer | nicht im Finale der besten acht Springer | nicht im Finale der besten acht Springer | 7,74 m       |           |
| 10    | Alexei Perewersew       | Sowjetunion    | 7,55 / ±0,0               | 4,89 / ±0,0               | 7,66 / ±0,0               | nicht im Finale der besten acht Springer | nicht im Finale der besten acht Springer | nicht im Finale der besten acht Springer | 7,66 m       |           |
| 11    | Fletcher Lewis          | Bahamas        | 7,61 / ±0,0               | 7,31 / −0,4               | x                         | nicht im Finale der besten acht Springer | nicht im Finale der besten acht Springer | nicht im Finale der besten acht Springer | 7,61 m       |           |
| DNS   | Larry Myricks           | USA            |                           |                           |                           |                                          |                                          |                                          |              | verletzt  |

Favoriten waren die US-Springer Arnie Robinson, Randy Williams, der vor vier Jahren Olympiasieger geworden war, und Larry Myricks. Sie lagen in der Weltbestenliste des Olympiajahres ganz vorn. Aber auch die beiden Europäer Walerij Pidluschnyj, UdSSR, und Nenad Stekić aus Jugoslawien, die bei den letzten Europameisterschaften die ersten beiden Ränge belegt hatten, zählten zum weiteren Kreis der Medaillenkandidaten. Beim Warmspringen vor dem ersten Finaldurchgang verletzte sich Myricks. Er brach sich einen Knochen im Fuß und musste in der Folge auf seine Teilnahme verzichten.
Schon in der ersten Runde sprangen Robinson mit 8,35 m und Williams mit 8,11 m ihre Bestweiten. Dahinter lagen gleichauf der Franzose Jacques Rousseau und der Brasilianer João Carlos de Oliveira – jeweils genau 8,00 m. Frank Wartenberg aus der DDR war zu diesem Zeitpunkt Fünfter mit 7,81 m. Im vierten Versuch verbesserte sich dieser mit 8,02 m auf Platz drei. Hinter den beiden führenden US-Amerikanern ging es also sehr eng zu.
In den letzten beiden Runden veränderte sich im Klassement nichts mehr. Arnie Robinson wurde Olympiasieger vor Randy Williams. Frank Wartenberg gewann am Ende die Bronzemedaille. Nur zwei Zentimeter trennten ihn dabei vom vierten und auch fünften Platz. Jacques Rousseau und João Carlos de Oliveira mit ihren Weiten aus Durchgang eins belegten die Ränge vier und fünf. Nur die ersten fünf Springer erreichten oder übertrafen die 8-Meter-Marke. Bob Beamons olympischer Rekord – 8,90 m aus dem Jahre 1968 – blieb hier unangetastet. Die Siegesweite der letzten Spiele in München wurde allerdings um elf Zentimeter übertroffen.
Im achtzehnten olympischen Finale sprang Arnie Robinson zum sechzehnten US-Sieg. Zugleich war es der elfte Doppelsieg der USA.

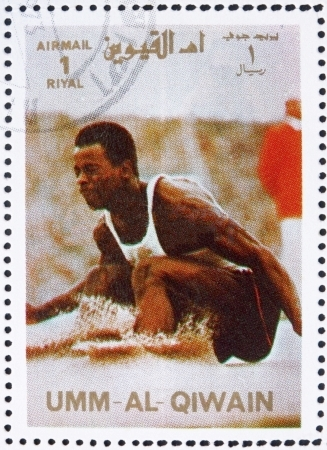
Randy Williams – hier abgebildet auf einer Briefmarke – 1972 hatte er Gold gewonnen und hier gab es Silber für ihn
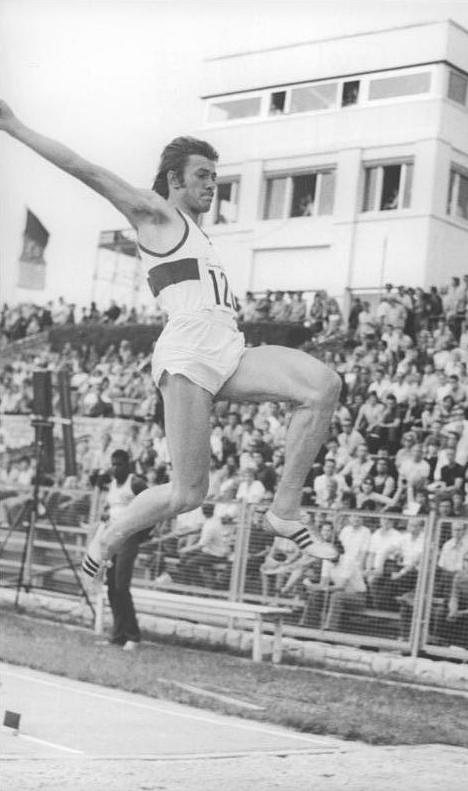
Bronzemedaillengewinner Frank Wartenberg
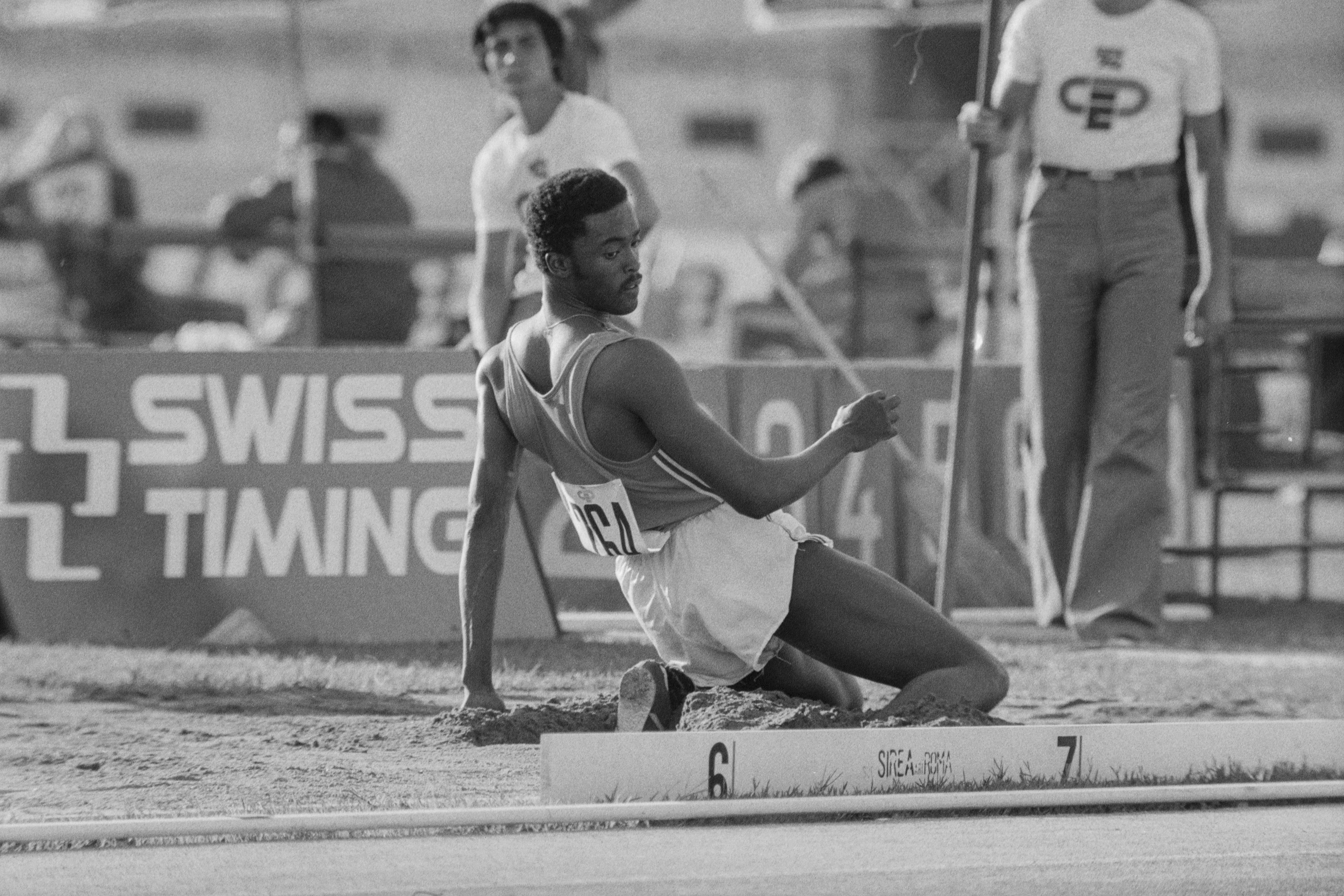
Jacques Rousseau belegte Rang vier
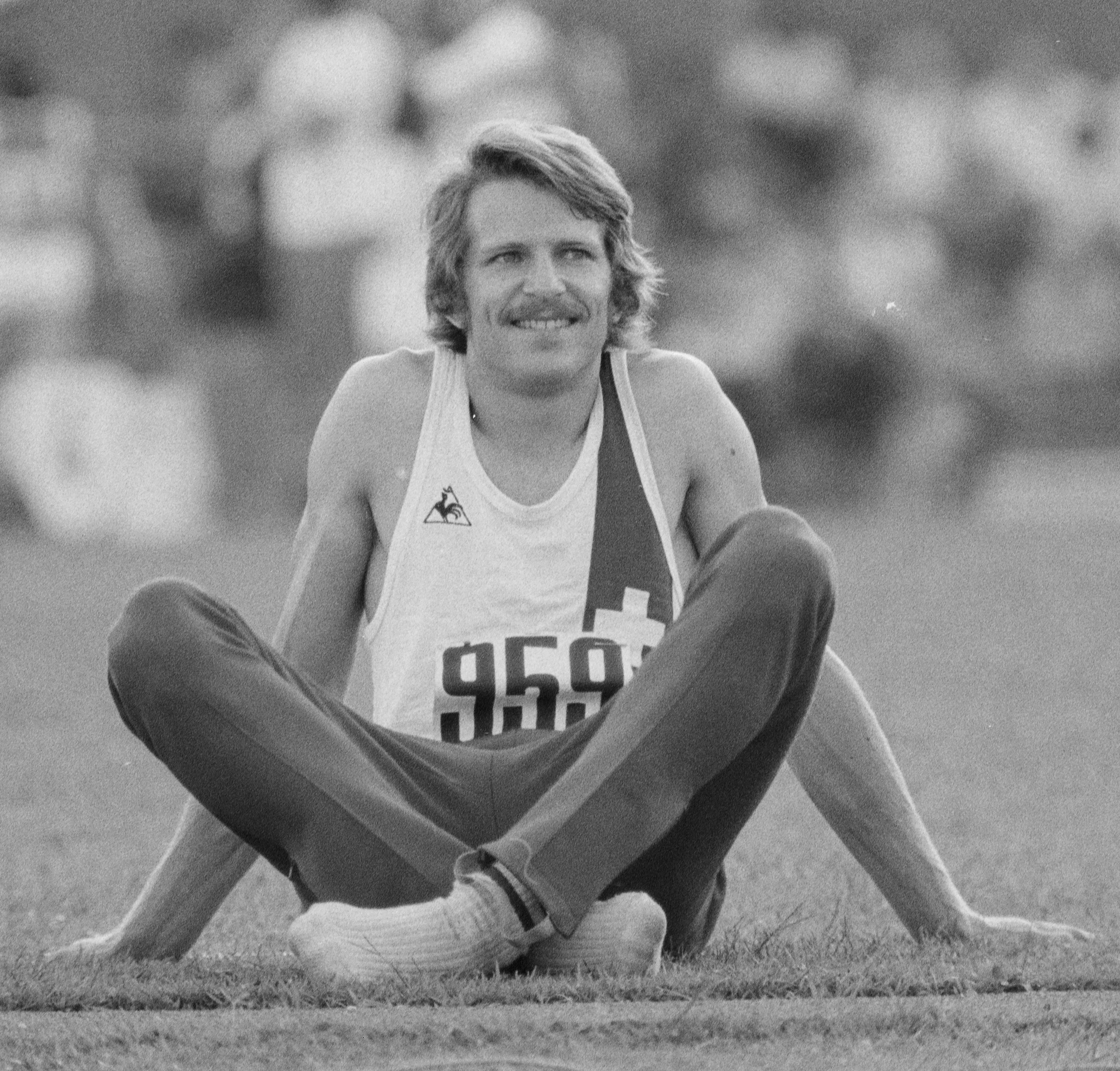
Der neuntplatzierte Rolf Bernhard

## Videolinks
- Montreal Olympic Games Highlights - Second Part - Colour, Bereich 4:33 min bis 4:49 min, youtube.com, abgerufen am 12. Oktober 2021
- SYND 30 7 76 Olympic Men's Long Jump Men's 1,500m Heat 3 & Last Heat, Montreal 1976, Bereich 0:00 min – 0:32 min, youtube.com, abgerufen am 16. Dezember 2017